# Cieplarnia (powieść)
Cieplarnia (tyt. oryg. Hothouse) – powieść fantastycznonaukowa angielskiego pisarza Briana W. Aldissa, opublikowana w 1962 roku. W Polsce wydana w 1983 r. przez Iskry w serii Fantastyka-Przygoda, w tłumaczeniu Marka Marszała.
Powieść została złożona z pięciu opowiadań, które ukazały się wcześniej w magazynie The Magazine of Fantasy & Science Fiction w 1961 r. i zostały zbiorowo nagrodzone Nagrodą Hugo. W USA początkowo wydana została skrócona wersja powieści pod tytułem „The Long Afternoon of Earth”.

## Odbiór
Powieść zrecenzował Sławomir Kędzierski dla „Fantastyki” (3/83, s. 50-51).